# LibreELEC
 (juillet 2022).
La mise en forme du texte ne suit pas les recommandations de Wikipédia : il faut le « wikifier ».
Les points d'amélioration suivants sont les cas les plus fréquents :
- Les titres sont pré-formatés par le logiciel. Ils ne sont ni en capitales, ni en gras.
- Le texte ne doit pas être écrit en capitales (les noms de famille non plus), ni en gras, ni en italique, ni en « petit »…
- Le gras n'est utilisé que pour surligner le titre de l'article dans l'introduction, une seule fois.
- L'italique est rarement utilisé : mots en langue étrangère, titres d'œuvres, noms de bateaux, etc.
- Les citations ne sont pas en italique mais en corps de texte normal. Elles sont entourées par des guillemets français : « et ».
- Les listes à puces sont à éviter, des paragraphes rédigés étant largement préférés. Les tableaux sont à réserver à la présentation de données structurées (résultats, etc.).
- Les appels de note de bas de page (petits chiffres en exposant, introduits par l'outil «  Source ») sont à placer entre la fin de phrase et le point final[comme ça].
- Les liens internes (vers d'autres articles de Wikipédia) sont à choisir avec parcimonie. Créez des liens vers des articles approfondissant le sujet. Les termes génériques sans rapport avec le sujet sont à éviter, ainsi que les répétitions de liens vers un même terme.
- Les liens externes sont à placer uniquement dans une section « Liens externes », à la fin de l'article. Ces liens sont à choisir avec parcimonie suivant les règles définies. Si un lien sert de source à l'article, son insertion dans le texte est à faire par les notes de bas de page.
- La présentation des références doit suivre les conventions bibliographiques. Il est recommandé d'utiliser les modèles {{Ouvrage}}, {{Chapitre}}, {{Article}}, {{Lien web}} et/ou {{Bibliographie}}. Le mode d'édition visuel peut mettre en forme automatiquement les références.
- Insérer une infobox (cadre d'informations à droite) n'est pas obligatoire pour parachever la mise en page.

Pour une aide détaillée, merci de consulter Aide:Wikification.
Si vous pensez que ces points ont été résolus, vous pouvez retirer ce bandeau et améliorer la mise en forme d'un autre article.
 (juillet 2022).
LibreELEC (abréviation de Libre Embedded Linux Entertainment Center ) est un système d'exploitation open source minimaliste basé sur Linux pour le lecteur multimédia Kodi, et destiné aux installations matérielles de type home cinema.

## Origine
Ce système est un fork développé à but non lucratif à partir d'OpenELEC. Il a été annoncé en mars 2016 comme résultant de la scission de l'équipe OpenELEC après des « divergences de points de vue », incitant la plupart de ses développeurs actifs à l'époque à rejoindre le nouveau projet LibreELEC,,,. L'accent est plus fortement mis sur les tests de pré-version et la gestion des modifications après la sortie .

## Histoire
En raison de la fin du support de Python 2 en 2020, la version 10 de LibreElec a basculé vers Python 3 . Par conséquent, les addons créés pour les versions précédentes avec python 2 doivent être mis à jour, car le code python n'est pas rétrocompatible.
| Version LibreELEC | Date de sortie   | Version Kodi | Version Kodi | Noyau   |
| ----------------- | ---------------- | ------------ | ------------ | ------- |
| 7.0.0             | 4 avril 2016     | 16.1         | Jarvis       |         |
| 8.0.0             | 22 février 2017  | 17.0         | Krypton      |         |
| 8.0.1             | 24 mars 2017     | 17.1         | Krypton      |         |
| 8.0.2             | 26 mai 2017      | 17.3         | Krypton      |         |
| 8.2.0             | 28 octobre 2017  | 17.5         | Krypton      | 4.11.8  |
| 8.2.1             | 21 novembre 2017 | 17.6         | Krypton      |         |
| 8.2.2             | 23 décembre 2017 | 17.6         | Krypton      |         |
| 8.2.3             | 21 janvier 2018  | 17.6         | Krypton      |         |
| 8.2.4             | 14 mars 2018     | 17.6         | Krypton      | 4.9.59  |
| 8.2.5             | 14 avril 2018    | 17.6         | Krypton      | 4.9.80  |
| 9.0.0             | 2 février 2019   | 18.0         | Léia         |         |
| 9.0.1             | 26 février 2019  | 18.1         | Léia         | 4.19.23 |
| 9.0.2             | 11 mai 2019      | 18.2         | Léia         | 4.19.36 |
| 9.2               | 22 novembre 2019 | 18.5         | Léia         | 4.19.83 |
| 9.2.1             | 10 mars 2020     | 18.6         | Léia         |         |
| 9.2.2             | 28 mars 2020     | 18.6         | Léia         |         |
| 9.2.3             | 4 juin 2020      | 18.7.1       | Léia         |         |
| 9.2.4             | 12 août 2020     | 18.8         | Léia         |         |
| 9.2.5             | 24 août 2020     | 18.8         | Léia         |         |
| 9.2.6             | 2 novembre 2020  | 18.9         | Léia         |         |
| 10.0.0            | 26 août 2021     | 19.1         | Matrix       | 5.4     |
| 10.0.1            | 3 novembre 2021  | 19.3         | Matrix       | 5.10    |
| 10.0.2            | 9 mars 2022      | 19.4         | Matrix       |         |
| 10.0.3            | 14 octobre 2022  | 19.4         | Matrix       |         |